# CA Barracas Central
CA Barracas Central is een Argentijnse voetbalclub uit de hoofdstad Buenos Aires, meer bepaald uit de wijk Barracas.
De club werd opgericht in 1904 als Barracas Central del Sud. In 1911 sloot de club zich onder de naam Villa Soldati aan bij de Argentijnse voetbalbond. In 1913 werd de huidige naam aangenomen. In 1920 promoveerde de club naar de hoogste klasse waar ze zou spelen tot het profvoetbal ingevoerd werd. In 1939 kwam de club dicht bij promotie naar de hoogste klasse, maar moest deze aan CA Banfield laten. Twee jaar later volgde een degradatie. De club is sindsdien voornamelijk actief in de derde en vierde klasse.
In 2021 kon de club eindelijk de promotie afdwingen naar de hoogste klasse, al kreeg de club wel wat hulp doordat de competitie de afgelopen jaren fors uitgebreid werd naar 28 clubs in 2022.